# Andrena simillima
Andrena simillima är en biart som beskrevs av Smith 1851. Andrena simillima ingår i släktet sandbin, och familjen grävbin. Arten har ej påträffats i Sverige. Inga underarter finns listade i Catalogue of Life.